# Trizopagurus melitai
Trizopagurus melitai is een tienpotigensoort uit de familie van de Diogenidae. De wetenschappelijke naam van de soort is voor het eerst geldig gepubliceerd in 1892 door Chevreus & Bouvier.